# Kanton Caen-8
Kanton Caen-8 (fr. Canton de Caen-8) byl francouzský kanton v departementu Calvados v regionu Dolní Normandie. Skládal se ze tří obcí, zrušen byl v roce 2015.

## Obce kantonu
- Caen (část)
- Fleury-sur-Orne
- Louvigny